# علي نصار
علي نصّار، هو مخرج فلسطينيّ ولد في قرية عرابة البطوف في الجليل عام 1954 درس الإخراج في جامعة موسكو وتخرّج منها عام 1981.

## حياته
ولد علي نصّار في قرية عرابة البطوف في الجليل عام 1954، درس الدراما في جامعة موسكو ثمّ انتقل إلى إخراج الأفلام الوثائقيّة مثل "مدينة على الشاطئ "، ويدور حول سياسة تهجير عرب يافا ومحو المعالم الفلسطينيّة للبلد.
عمل مصوّرا فوتوغرافيّا قبل تفرّغه للإنتاج السينيمائيّ.
اكتسب شهرة كبيرة بعد إخراجه فيلم المرضعة.
نصّار هو أوّل مخرج فلسطيني يتلقّى مساعدة من صندوق الترويج لأفلام الجودة الإسرائيليّة برعاية وزارتي التربية والتعليم والثقافة والصناعة والتجارة.
حقّق فيلمه "في الشهر التاسع " نجاحا كبيرا وحاز على جائزته الأولى في مهرجان القدس عن فيلم "درب التبّانة".

## أفلامه
المرضعة (1993)
درب التبّانة (1997)
في الشهر التاسع (2002)  

## جوائز
1997، مهرجان القدس- أفضل مخرج (فيلم درب التبّانة)